# Татауровский район
Татауровский район — административно-территориальная единица в составе Кировской области РСФСР, существовавшая в 1935—1956 годах. Административный центр — село Татаурово.

## История
Район образован в 1935 году из части территории Верхошижемского, Советского и Сунского районов.
В 1956 году район упразднен с передачей территории в состав Верхошижемского, Молотовского, Советского и Сунского районов.

## Административное деление
В 1950 году в состав района входило 14 сельсоветов и 307 населённых пунктов:
| № п/п | Сельсовет            | Кол-во НП | Население |
| ----- | -------------------- | --------- | --------- |
| 1     | Беляченский          | 18        | 1068      |
| 2     | Ванченский           | 15        | 715       |
| 3     | Верхоишетский        | 33        | 1056      |
| 4     | Двоеглазовский       | 16        | 361       |
| 5     | Зоновский            | 27        | 1146      |
| 6     | Ивкинский            | 34        | 1424      |
| 7     | Лудяно-Экономический | 20        | 1082      |
| 8     | Опаринский           | 22        | 747       |
| 9     | Поломский            | 20        | 974       |
| 10    | Прозоровский         | 28        | 1066      |
| 11    | Рябовский            | 13        | 714       |
| 12    | Татауровский         | 31        | 2357      |
| 13    | Удерский             | 18        | 844       |
| 14    | Чумаринский          | 12        | 462       |